# 1352
| 1352               |
| ------------------ |
| Dødsfald - Fødsler |
|                    |

| Gregoriansk kalender | 1352 MCCCLII            |
| Ab urbe condita      | 2105                    |
| Armensk kalender     | 801 ԹՎ ՊԱ               |
| Kinesiske kalender   | 4048 – 4049 辛卯 – 壬辰 |
| Etiopisk kalender    | 1344 – 1345             |
| Jødisk kalender      | 5112 – 5113             |
| Hindukalendere       |                         |
| - Vikram Samvat      | 1407 – 1408             |
| - Shaka Samvat       | 1274 – 1275             |
| - Kali Yuga          | 4453 – 4454             |
| Iransk kalender      | 730 – 731               |
| Islamisk kalender    | 753 – 754               |

Konge i Danmark: Valdemar 4. Atterdag 1340-1375
Se også 1352 (tal)

## Begivenheder
- Fyrst Fa Ngum grundlægger Luang Prabang, som senere bliver hovedstad i Laos
- 18. december - Innocent VI vælges som pave

## Født
- 5. maj - Wittelsbacheren Ruprecht 3. af Pfalz, tysk-romersk konge fra 1400 til sin død i 1410.